# 입양 (영화)
입양 또는 어돕션(Orokbefogadas, Adoption)은 헝가리에서 제작된 마르타 메자로스 감독의 1975년 드라마 영화이다. 카탈린 베렉 등이 주연으로 출연하였다. 제25회 베를린 국제영화제에 출품되어 황금곰상을 받았다.

## 출연

### 주연
- 카탈린 베렉

### 조연
- 자노스 보로스
- 피터 프리드
- 에리카 조시
- 라스즐로 스자보